# Епидемиологија могућих поремећаја здравља хомосексуалних особа
Епидемиологија могућих поремећаја здравља хомосексуалних особа, је посебна област медицине која се бави проучавањем и превенцијом поремећаја и болести у ЛГБТ, у циљу превенције, продужавања живота и унапређења здравља, и саставни је део организованих напора друштва (СЗО, 1999), у циљу здравствене подршке и ослобођења од било каквог облика здравствене дискриминације ЛГБТ особа, која је и даље присутна у здравственим установама у свету.
Када су се сазнања о хомосексуалности преселила из области психијатријске патологије у домен нормалног физиолошког људског сексуалног понашања, започета су биолошка али епидемиолошка истраживања у многим областима медицине, која су за сада успела да дефинишу хомосексуалност, али не и да у потпуности открију све поремећаја везане за физичко и ментално здравње ЛГБТ, пре свега оне у областима психе, емоција, начина живота и могућих пратећих полнопреносивих и других болести.
И поред тога што је медицинска наука доказала да хомосексуалност није „никакав поремећај“, у међувремену су настала бројна нова истраживања, која су показала да хомосексуални начин живота укључује и одређени специфични ризик за телесно и душевно здравље ЛГБТ, о чему говори и признати научник Dr. J. M. Bailey, након вишегодишњег истраживања хомосексуалности код близанаца. У часопису „Archives of General Psychiatry“ образложио је зашто ЛГБТ особе много чешће од других имају психичке и органске сметње и наводи неколико хипотеза, и могућих смерова истраживања које би одговориле на питање о менталном здрављу ЛГБТ. Прва хипотеза коју он износи је повезаност менталног здравља и друштвене репресије и велике количине стреса коју ЛГБТ особе доживљавају. Друга су одступања од нормалног развоја и на који начин се манифестују друга одступања од нормалног развоја, попут леворуких људи који имају везе са менатлним здрављем и хомосексуалношћу. Трећа хипотеза је истраживање у смеру рода и зашто, рецимо, поједина истраживања указују да геј мушкарци и хетеросексуалне жене на психолошким тестовима показују већи степен неуроза од хетеросексуалних мушкараца. Четврта хипотеза је указивање на различите животне стилове хомосексуалаца и хетеросексуалаца повезаних са, рецимо, чешћим промискуитетом код хомосексуалца.
Већина стручњака данас, слаже се, да се хомосексуалност развија кроз породичне, биолошке и друштвене утицаје, који су потенцирани нешто другојачијим следом одлука које појединац доноси у свом животу, па је тако епидемиолошка структура поремећаја здравља у хомосексуалних особа нешто другојачија, од оне код хетеросексуалаца.

## Полазне поставке и истраживања
Хомосексуална особа је она особа која сексуално задовољење постиже ступањем у односе особом истог пола. Ова дефиниција искључује случајне, мање или више експерименталне сексуалне активности између адолесцената истог пола ("хомосексуалност у адолесценцији"), а такође искључује и неке хомосексуалне манифестације из доба предпубертета ("хомосексуалност код деце"), зато што хетеросексуалној оријентацији у развоју претходи фаза привидне, привремене хомосексуалности.
Светске Здравствене Организације (СЗО-е), по питању хомосексуалности, изградила је став (коме је највише допринела Америчка Психијатријска Асоцијација (АПА)):
- Да „Хомосексуалиност пер се“ није ментални поремећај, јер он не производи секундарне поремећаје код личности, у смислу поремећаја емоционалне, радне и социјалне активности,
- Да ЛГБТ може имати дијагнозу „МКБ10 Ф66.1 Егодистонична полна оријентација” (Orientatio sexualis egodystonica), која је у вези са родним идентитетом или сексуалном преференцијом (хетеросексуална, хомосексуална, бисексуална или препубертска), и у којој је полна склоност појединца таква да жели да буде другачија због психолошких поремећаја и поремећаја понашања, и може чак тражити третман како би је променио (а то је онда и психички поремећај — са нагласком на неспособности ега да прихвати такво стање, што рађа конфликт и захтева лечење).[4][5][6]
- Да је начин живота хомосексуалних особа или концепт њиховог животног стила нешто другојачији и важнан, јер тежи увођењу различитости које су другојачије од оних у различитим друштвеним слојевима (нпр. брак, брачна заједница, одгајање деце), у занимањима и културама, у којим баш те разноликости формирају односе и „начин живота". Начин живота може бити уобичајен за особе различите старости, статуса и друштвене активности, али може донети интензивне односе који не личе на оне који су институционализовани, јер начин живота хомосексуалних особа може донети другојачију културу и етику, која се идентификује са психолошким особинама и видљивим понашањем хомосексуалаца, и заправо значи покушај дефинисања и развоја нешто другојачијег начина живота.

### Истраживања
Прва статистика истраживања која су спроведена у Канади почетком 21. века, а била су повезана са сексуалном оријентацијом имала су за циљ да утврде разлику у здравственим питањима између хомосексуалне (геј или лезбијка), бисексуалне и хетеросексуалне популације. Питања постављена у студији обухватила су детерминанте здравља, као што су физичка активност, ментално здравље (укључујући стрес), као и друге проблема повезане са здравственим мерама.
Резултати ове студије, спроведене међу појединцима старости од 18 до 59 (1,3% мушких и око 0,7% женских хомосексуалаца, и 0,9% бисексуалних жена и 0,6% мушкараца), су показали да код неких здравствене мера, постоје значајне разлике између хетеросексуалне популације и геј, лезбијки и бисексуалне популације.
- (21,8%) хомосексуалаца и бисексуалца извјавило је да су незадовољени здравственеом заштитом у 2003, скоро дупло више у односу на хетеросексуалаце (12,7%).
- Хомосексуалци и бисексуалци су чешће изложени стресу у току живота (35%) у односу на хетеросексуалце (28%).
- (31,4%) хомосексуалаца и бисексуалаца је изјавило да су физички активни у 2003, у поређењу са (25,4%) хетеросексуалаца. (види табелу)

Приказани резултати, добијени у Канади били су случни резултатима добијеним у Сједињеним Државама (применом концепта идентичности) и указали су на неопходност унапређење јавног здравља хомосексуалаца и бисексуалаца у највећим земљама Северне Америке.
Србија је чланица Светске Здравствене Организације (СЗО), што има одређеног утицај на промену ставова према јавном здрављу хомосексуалаца у Србији. Према тренутном ставу СЗО о хомосексуалности Министарство здравља Републике Србије, хомосексуалност не укључује у менталне поремећаје (јер она не производи секундарне поремећаје код личности, у смислу поремећаја емоционалне, радне и социјалне активности).
Као дијагнозу (поремећај) Министарство здравља Србије је означило егодистоничну полну оријентацију хомосексуалаца, са нагласком на неспособности ега да прихвати такво стање, што рађа конфликт и захтева лечење (што је у суштини психички поремећај)

## Могући поремећаји менталног и физичког здравља у хомосексуалних особа

### Поремећаји полног идентитета
Овај поремећај се обично јавља први пут за време раног детињства (увек пре пубертета). Карактеришу га стално и интензивно незадовољство својим полом и жеља (или инсистирање) да се припада супротном полу. Особа је стално преокупирана одећом и пословима супротног пола, уз негирање свога пола. Ова дијагноза подразумева тежак поремећај нормалног полног идентитета, те само бучно понашање код девојчица и дечака није довољно.
Поремећај полног идентитета код особа које су у пубертету или улазе у пубертет манифестује се анксиозношћу или депресијом. Поремећај се најчешће јавља код адолесцената, који нису сигурни да имају хомосексуалну, хетеросексуалну или биполну оријентацију, или код особа које после стабилне полне оријентације (често у оквиру дуготрајног односа) откривају да се њихова полна оријентација мења.
Егодистоничка полна оријентација која је повезана са полним идентитетом (хомосексуални, хетеросексуални, бисексуални или препубертетни) или полном склоношћу, намеће јој став да она буде другачија, због присутних психолошких и бихевиоралних поремећаја. Таква особа може чак тражити третман да се она промени.

### Анксиозност
Родни идентитет према спољашњим карактеристикама лако је објаснити. Већина особа је рођена било са мушким било са женским гениталијама због којих је лако физички препознати особу као мушкарца или жену. Забуна међу половима настаје оног момента када нека особа има гениталије мушкарца или жена, а емоционално и психички осећа се као особа супротног пола. Тако нпр. дете чији је биолошки пол типично женски може имати родни идентитет и улогу дечака и обрнуто. Ова чињеница особу која пролази кроз ове осјећаје, могу увести у стресну ситуацију. Тако настају поремећаји родног идентитета који се могу испољити у различитим нивоима озбиљности од раног детињства па надаље.
Деца и адолесценти код којих се развио поремећај родног идентитета често показују особине понашања које припадају супротном полу, а у неким случајевима и тврде да припадају том полу. Свака особа са поремећајем родног идентитета се различито понаша, јер има различите нивое поремећаја. Неки могу показати минималну збуњеност родним идентитетом, док се други понашају очигледно и без прикривања (видљиво), дружећи се са вршњацима супротног пола, носећи хаљине, или преферирати игре и активности које се обично намењене супротном полу. Међутим у фази сексуална зрелост неусаглашеност родног идентитета и сексуалне оријентације могу на крају довести до сталне бриге о својој родној и полној припадности што соводи до поремећаја менталног здравља због повећане анксиозности или депресије.
Премиса анксиозности код ЛГБТ особа које су у паници везаној за сталну бригу о сопствене сексуалности и родној равноправнсти, изложености хомофобиј, и другим нареженим статусним питањима у друштву, у склопу симптома који се преплићу са симптомима подтипа опсесивно компулзивних поремећаја (ОКП), доводе понекад до поремећаја који се могу назвати и хомосексуална анксиозност или хомосексуални ОКП.

Овај вид родне и полне аксиозности код ЛГБТ настаје првенствено као последица социјалне стигме која је везана за хомосексуалност и додатних потешкоћа које могу имати ЛГБТ особе у тражењу партнера и дружења са њима у социјалном окружењу. ЛГБТ особе могу имати већи степен анксиозности са исказивањем сопствених сексуалних преференци, осим чувања тајне и избегавања дружења са ЛГБТ партнерима. 
| „ | Оваква анксиозност је другачија од оне коју осећа ЛГБТ особа са ОКП, односно хомосескуалном паником код њих доминира понављајућа брига да могу бити хомосексуалне, уз додатно константну потребу да уверавају себе да су хетеросексуалне оријентације. Оне истовремено избегавају ситуације у којима би се овакве мисли могле појавити, као што су ситуације у којима су присутне особе истог пола (свлачионице и сл). | ” |

То је психијатријска класификација која примарно описује проблеме повезане са трансекуалношћу и трансвестизмом и најчешће је примењивана дијагноза код транссексуалаца.

### Самоубиство и покушај самоубиства
Веће стопа неприхватања ЛГБТ особа од стране породице је значајно повезана са њиховим слабијим менталним здрављем. На основу показатеља из бројних студија, младе ЛБГТ особе, због одбијања и неразумевања породице током адолесценције су; 8,4 пута склоније да покушају самоубиство, 5,9 пута склоније ка тежем облику депресије, 3,4 пута склоније да користе недозвољене супстанце или дрогу, и 3,4 пута склоније незаштићеним сексуалним односима и бежање од куће, у поређењу са вршњацима из породица које имају висок степен прихватања, или низак ниво породичног одбијања према ЛГБТ сродницима. Ове студије показују јасну и директну везу између одређеног родитељског и неговатељског одбијајућег понашања и негативних здравствених (менталних) проблема (поремећаја) који се јављају код младих али и одраслих лезбијки, геј младића и бисексуалаца и могу бити од утицаја на доношење одлуке о самоубиству.
Учесталост самоубилачког понашања и психијатријских поремећаја
у односу на сексуалну оријентацију
| Поремећај                             | ЛГБ (n=28) | Хетеросексуалци (n=979) |
| ------------------------------------- | ---------- | ----------------------- |
| Изражена депресија                    | 71,4       | 38,2                    |
| Генерализовани анксиозни поремећај    | 28,6       | 14,5                    |
| Поремећај понашања                    | 32,1       | 11,0                    |
| Никотинска зависност                  | 64,3       | 26,7                    |
| Злоупотреба супстанци и/или зависност | 60,7       | 44,3                    |
| Вишеструки ментални поремећаји (>2)   | 78,6       | 38,2                    |
| Самоубилачке идеје                    | 67,2       | 28,0                    |
| Покушај самоубиства                   | 32,1       | 7,1                     |

### Злоупотреба супстанци
Висок ниво употребе (злоупотребе) дозвољених и недозвољених супстанци, у поређењу са општом популацијом, присутанији је међу хомосексуалцима утврђено је на основу неколико спроведених студија
„због предиспонирајућих фактора које у суштини карактерише; ризично понашање, виши ниво депресије и социјална поткултура која укључује и употребу (злоупотребу) недозвољених супстанци.“
Велики број студија у Сједињеним Државама показала је висок ниво незаконите употребе дроге и других психоактивних супстанци, међу ЛГБ особама, која је нешто већа међу лезбијкама у односу на жене друге сексуалне оријентације. Студија спроведена међу женама хомосексуалне оријентације у Аустралији такође је показала већу примену (злоупотребу) свих легалних и нелегалних супстанци.

### ХИВ/АИДС и полно преносиве болести[18]
ХИВ/АИДС инфекција може подједнако да утиче на заражавање хомосексуалце, бисексуалце и хетеросексуалце. Геј мушкарци, су мањинска група која је највише погођена ХИВ-ом. Навија проучавања Америчког националног центра за епидемиологију, открила су да је у старосној групи од 23-29 година, 13% младих хомосексуално активних мушкараца је већ ХИВ-позитивно.
Према истраживањима спроведеним 2009. у Уједињеном Краљевству већина људи заражена ХИВ-ом откривена је у следеће две групе:
- Мањинска група мушкарца који имају секс са мушкарцима (у око 2.760 геј мушкараца који имају секс са мушкарцима дијагностикован је ХИВ у 2009, у 42% од укупног броја новорегистрованих ХИВ-ом заражених особа. Иако је ово пад од око 0,5% у односу на 2008, број геј мушкараца са ХИВ-ом је и даље висок).
- Мањинске групе особа подсахарског афричког порекла (две трећине инфицираних су хетеросекуалци а већина (68%) је вероватно заражена ХИВ-ом у иностранству).

Процењује се да је у Уједињеном Краљевству 86.500 људи заражених вирусом ХИВ, (што је 4,2% повећање у односу на 2008. и око три пута више него 2000), а једна четвртина заражених не зна да има инфекцију. Око 42% инфицираних у 2009. били су хомосексуалци, према подацима Фонда Теренс Хигинс, добротворног друштва за оболеле од ХИВ-а.
Нешто више од две петине (44%) од свих који живе са ХИВ-ом дијагностикованих у Уједињеном Краљевству, живи у Лондону, али људи са ХИВ-ом данас живе и у свим другим областима, а посебно у великим градовима и Северозападној Енглеској. У последњих десет година, највећи пораст броја људи који живе са ХИВ-ом дијагностикован је на истоку Енглеске, Мидлендсу и на јужној обали. Већина од наведеног броја заразио се ХИВ-ом за време боравка у иностранству (око 68%).
Иако су хомосексуалци високо ризична групе, важно је напоменути да има и други људи (међу њима и хомосексуалаца) који живе са ХИВ-ом, а нису заражени полним контактом. Око 1.800 људи заражено је преко убризгавања дроге. Нешто више од 1.000 деце у В. Британији заражено је ХИВ-ом, од њихових мајки, док је око 700 људи заражено путем трансфузије крви и продуката од крви.
Ради упоређења Француска, Шпанија и Италија, сви појединачно имају око два пута више људи који живе са ХИВ-ом него у Уједињеном Краљевству.
У западној Европи у 2008 инциденца особа са ХИВ-ом је била следећа:
- 10% од новодијагностикованих су између 15 и 24 година старости
- 30% новодијагностикованих случајева ХИВ је инфицирано преко хетеросексуалног секса,
- 43% су били геј мушкарци заражени у истополним односима
- 5% су били интравенски корисници дрога (међу којима и хомосексуалци)
- 30% нових ХИВ дијагноза постављено је је код жена.

У источној Европи већина нових инфекција регистрована је међу интравенским корисницима дрога, а у средњој Европи, хетеросексуални секс је главни начин преноса. Највиших стопа ХИВ-а је у источној Европи.
Постоје индиције да геј и бисексуални мушкарци све више испољавају ризично понашање широм Европе.
У западној Европи, број ХИВ дијагноза међу ЛГБТ особама је порастао за 19% (или са 7.003 у 2004. на 8.329 у 2008).
Оно што посебно забрињава и захтева већу бригу установа за јавно здравље, је податак да се код половине тих људи (52%) ХИВ касно дијагностикује, тј када би требало да су већ започели лечење, а код више од четвртине који живе са ХИВ-ом, (26%), још увек је недијагностикован, и они нису свесни инфекције, и представљају потенцијалну опасност за даље ширење ХИВ-а.
„Истраживање здравља Републике Србије, у узрасту од 20 до 26 година, потврђују чињеницу да су значајни напори уложени у превентивне активности у вези са контролом ХИВ/АИДС-а током протеклих година и охрабрује налаз да далеко већи број младих користи кондом приликом нерегуларних односа у поређењу са претходном деценијом (66,1% млади, а 51,5% просечна популација). Међутим, актуелне процене показују да је величина свих проблема који се повезују са ХИВ/АИДС-ом за око 2-4 пута већа од регистроване.“
| Полно преносива болест | Број оболелих | Напомена |
| ---------------------- | ------------- | --- |
| Гонореја               | 5.000         | Једна од најчешћих инфекција геј мушкараца у Великој Британији. |
| Хламидија/НСУ          | 7.000         | НСУ је скраћеница за неспецифични уретритис или негонококни уретритис (НГУ). То је једна од најчешћих полно преносивих инфекција. Двојица од 100 геј мушкараца је изјавилео да је боловало у претходној години. Међу онима са 30 или више партнера годишње, регистовано је шест инфицираних на сваких 100 геј мушкараца. У 2004, више од 6.000 геј мушкараца лечено је због НСУ. |
| Херпес                 | 1.500         | Генитални херпес је веома честа инфекција хомосексуалаца изазвана херпес симплекс вирусом (ХСВ). Овај вирус је сличан оном који изазива улцерације око усана. |
| Сифилис                | 2.500         | Сифилис је био веома редак у В. Британији до 10 година уназад, када је дошло до великог пораста броја заражених. Чешће се јавља међу онима са много сексуалних партнера, посебно у саунама, секс клубовима и на путовањима. |
| Стидне ваши            | 4/100         | Једна од најчешћих преносивих зараза међу хомосексуалцима. 4 од 100 геј мушкараца наводи да је боловао од ове заразе. Већина се лечила код своје куће. |

### Насиље, повреде и несреће као етиолошки фактори могућих поремећаја
Упркос многим позитивниm дешавањима на глобалном и регионалним нивоима у свету, стигме и дискриминације особа са другачијом сексуалном оријентацијом и сексуалним идентитетом и даље постоје у неким културама и међу многим појединцима. Последице ових ставова је криминализација припадника сексуалних мањина, често је праћена насиљем, повредама и несрећама, које се крећу од вербалног и физичког па све до убистава.
Бројна истраживања у свету су показала да су младе ЛГБ особе, чешће него одрасли жртве предрасуда антигеј догађаја, и жртве психолошких последица њихове виктимизације која може бити и значајно изражена. Анкете спроведене у школама, у неколико региона у САД, показале су да су младе ЛГБ особе више изложене дискриминацији и насилним догађајима од својих вршњака хетеросексуалне оријентације.
Неколико таквих студија, спроведених на узорцима популације средњошколаца, у закључцима наводи; „да се друштвено окружење сексуалних мањина међу младима у америчким средњим школама карактерише дискриминацијом, одбијањем, и насиљем“. У поређењу са хетеросексуално оријентисаним младим особама, ЛГБ младе особе имају повећан ризик од претњи и физичког напада и у већем су страху за своју безбедност у школи. Зато они имају већи број пропуштених школских дана (часова наставе) изазваних овим страхом Национална анкета спроведена са ЛГБТ омладинном, на предлог организација хомосексуалаца, (1999) је показала; да је (61%) испитаних доживело вербално малтретирање, (47%) сексуално узнемиравање, (28%)физичка малтретирања, и (14%) физички напад. Огромна већина младих ЛГБТ оособа (90%), понекад или често чуло је хомофобичне примедбе у својим школама, а многи (37%) навело је да је саслушавано или чуло примедбе на факултету или школи од службеног особља.
| Проценат/број | Врсте злочина |
| ------------- | --- |
| 16%           | Удео у свим злочинима из мржње који су мотивисани сексуалном оријентацијом у 2008. |
| 156           | Број злочина из мржње који су мотивисани сексуалном оријентацијом, што је отприлике двоструко више него у 2007. |
| 75%           | Удео злочина из мржње мотивисан сексуалном оријентацијом у 2009, насилни у природи. Мањи напади су били најчешћи тип насилног злочина из мржње. Овај проценат је већи од процента инцидената мотивисаних расом/националношћу (38%) или религијом (25%), који су били насилни. |
| 85%           | Удео жртава насилних злочина из мржње мотивисане сексуалном оријентацијом у 2009. код особа мушког пола. |